# Ontslag van alle rechtsvervolging
Ontslag van alle rechtsvervolging (ovar) is een materiële einduitspraak van de rechter in het strafrecht. Bij ontslag van rechtsvervolging acht de rechter het aan de verdachte ten laste gelegde feit wel bewezen, maar de bewezenverklaring levert geen strafbaar feit op of er is een omstandigheid die de strafbaarheid van de dader uitsluit. Het verschilt van een vrijspraak, doordat daar het ten laste gelegde feit niet bewezen verklaard wordt. Het resultaat effect voor de verdachte is grotendeels gelijk doordat de strafvervolging eindigt zonder strafoplegging. Doordat ontslag van alle rechtsvervolging een einduitspraak is, kan de verdachte nadat het vonnis onherroepelijk is geworden op basis van het ne bis in idem-beginsel niet opnieuw voor hetzelfde feit vervolgd worden.

## België
"Indien het feit noch een wanbedrijf noch een overtreding oplevert, vernietigt de rechtbank het onderzoek, de dagvaarding en alles wat erop gevolgd is, ontslaat de beklaagde van rechtsvervolging […]" Art. 191 Wetboek van Strafvordering.
"Indien het vonnis wordt teniet gedaan omdat het feit door geen enkele wet wordt beschouwd als wanbedrijf of overtreding, ontslaat het hof (...) de beklaagde van rechtsvervolging […]" Art. 212 Wetboek van Strafvordering.
"Het hof ontslaat de beschuldigde van rechtsvervolging, indien het feit waaraan hij schuldig is verklaard, niet strafbaar is of indien de strafvordering uit hoofde van dit feit vervallen is."Art. 342 Wetboek van Strafvordering.
In België wordt de verdachte alleen ontslagen van rechtsvervolging als het (bewezen verklaarde) feit geen misdrijf oplevert.

## Nederland
"Acht de rechtbank het feit bewezen, doch dit niet te zijn een strafbaar feit of den verdachte deswege niet strafbaar, dan ontslaat zij hem van alle rechtsvervolging te dier zake."Art. 352 lid 2 Wetboek van Strafvordering.
In Nederland kan ontslag van alle rechtsvervolging worden uitgesproken in twee gevallen: het bewezen verklaarde feit valt niet te kwalificeren als een strafbaar feit, of het bewezen verklaarde levert wel een strafbaar feit op, maar de verdachte is niet strafbaar vanwege een strafuitsluitingsgrond.

## Voorbeelden
Ontslag van alle rechtsvervolging kan toegepast worden als de rechter concludeert dat de verdachte niet strafbaar is vanwege een strafuitsluitingsgrond. 
Bijvoorbeeld: 
- Het wordt bewezen dat de verdachte iemand heeft doodgeslagen, maar hij kon niet anders, omdat dat de enige manier was waarop hij zich kon verweren tegen een aanval van de ander. (Dit heet noodweer.) De dader is dan niet strafbaar vanwege een rechtvaardigheidsgrond.
- Het wordt bewezen dat de verdachte iemand heeft doodgeslagen, maar de verdachte, die aan een ernstige psychose lijdt, dacht echt dat hij een marsmannetje aanviel. Ook in dit geval is de dader niet strafbaar. Wel kan de rechter een maatregel nemen, bijvoorbeeld iemand tbs opleggen.

Ontslag van alle rechtsvervolging kan ook toegepast worden als de rechter concludeert dat het gepleegde feit niet overeenkomt met een wettelijke omschrijving van enig strafbaar feit. 
Bijvoorbeeld: 
- Het wordt bewezen dat de verdachte geprobeerd heeft haar echtgenoot te vermoorden door hem met suikerklontjes te vergiftigen. Hoewel de opzet van het misdrijf aanwezig is, geldt het gebruik van suikerklontjes normaliter niet als een dodelijk middel, waardoor niet gezegd kan worden dat dit een "poging tot doodslag" is.